# 北朝胡姓考
《北朝胡姓考》是1936年时，清华大学历史硕士研究生姚薇元所撰写的毕业论文。1958年，由科学出版社出版。后有多个版本。此书是中国历史上第一本关于胡人姓氏的学术专著。
陈寅恪曾为《北朝胡姓考》作序，但1958年出版时，并未随书刊印。